# L'Econòmica Palafrugellenca
L'Econòmica Palafrugellenca fou una cooperativa de consum fundada el 1865 a Palafrugell (Baix Empordà). L'edifici de la cooperativa és una obra noucentista de Rafael Masó i Valentí inclosa en l'Inventari del Patrimoni Arquitectònic de Catalunya. Actualment s'hi estableix la Biblioteca de Palafrugell.
El fons documental de la Cooperativa de Consum l'Econòmica Palafrugellenca es conserva a l'Arxiu Municipal de Palafrugell

## Edifici
Té façanes als carrers Sant Martí i Botines. El pla és quelcom irregular originat pel traçat del carrer Botines. Té una sola planta, amb coberta a quatre vents. Al centre s'enlaira una llanterna, a manera de prominent cimbori, que serveix de claraboia a la sala gran, que es destinava a la venda quan era la botiga de la cooperativa. Al carrer de Sant Martí hi ha una gran portada d'arquivoltes fetes amb ceràmica verda, amb referències al romànic; coronament amb motius geomètrics en pedra. Al carrer Botines hi ha una altra entrada amb el nom de l'entitat en rajola policroma; plafons amb relleus d'argerates de Quart al·lusius als oficis. A l'interior hi ha columnes estriades amb terra cuita de Quart, arrimadors de rajola vidriada i plafons de rajoles policromes, de tema floral al vestíbul i relatius als articles de consum.

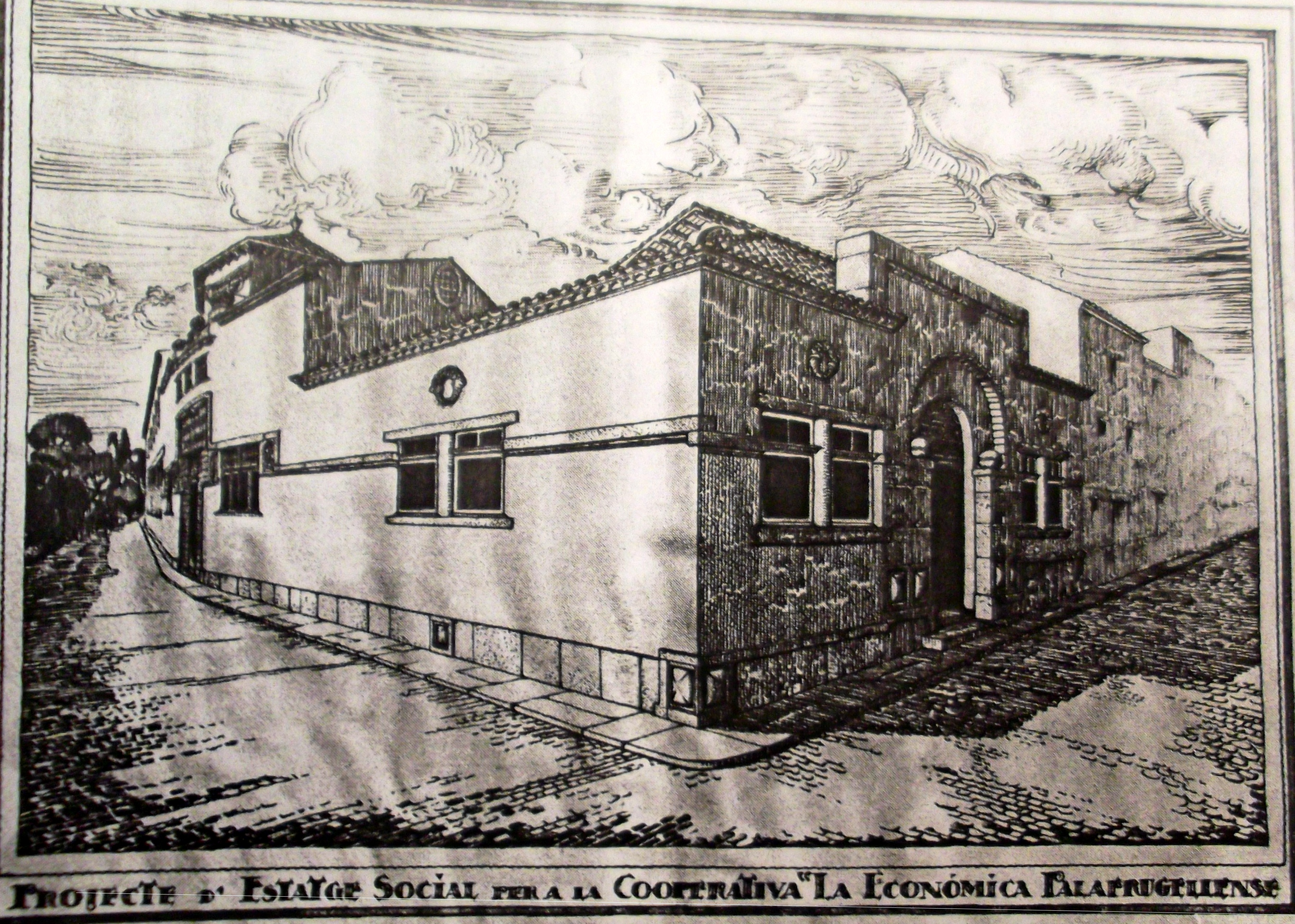
Plànol de la façana de l'edifici de l'Econòmica Palafrugellenca, dibuixat per Rafael Masó

Els murs són de pedra i ciment, remolinats i enlluïts amb diversitat d'acabats i acoloriments.
El teulat de la llanterna és rematat per una gerra verda decorativa. Sobre la portada del carrer de Botines hi ha un carener i un sector de coberta fet d'escames ceràmiques, on hi figura, en un requadre, l'any 1927 (no és visible des del carrer; només des dels pisos de les cases d'enfront). L'edifici ha sofert alteracions com la del local destinat a carnisseria, i la reforma i ampliació de l'edifici de l'arquitecte Jordi Casadevall per acollir la Biblioteca de Palafrugell.

## Història
La cooperativa de consum l'Econòmica Palafrugellenca fou la tercera que es fundà a l'Estat, l'any 1865, seguint els principis difosos per Fernando Garrido segons el model implantat el 1844 pels teixidors de Rochdale. Actualment és la degana de les existents. La constituïren 78 famílies d'obrers suro-tapers que tingueren el primer local a l'entrada de la fonda de Ca la Pepa. Entre els fundadors destaca el primer secretari Francesc Clarà que aconseguí salvar molts entrebancs inicials; el seu retrat presidia la sala principal i avui forma part de la galeria de fotografies de l'entrada de la Biblioteca de Palafrugell. Hom hagué de fer front a la terrible oposició dels botiguers que el 1874 aconseguiren la dissolució de la societat, només formal, ja que continuà girant a nom del president com Tienda de Rafael Martinell, situació de poca durada, si bé les dificultats seguiren durant temps. Aviat esdevingué una entitat potent; absorbí una altra cooperativa local, La Reformadora, creada el 1885, mentre La Confianza, del 1887, desaparegué. Els anys 20 representen un moment d'esplendor que permeté la construcció de l'edifici descrit.
Després de la guerra del 1936 – 1939 els béns van ser confiscats i va perdurar sense respectar els principis cooperatius ni els estatuts. No es perdé, però, el patrimoni i l'any 1976 un grup de fills d'antics socis pogué recuperar l'entitat i redreçar-la. En la dècada del 1980 va vendre els immobles a l'Ajuntament per fer front als problemes econòmics.
De l'àmbit de la Cooperativa l'Econòmica Palafrugellenca en sorgí una de les primeres experiències de cooperativa de producció industrial del país i la primera del sector surer, La Industrial Surera, fundada el 1886 per obrers republicano-federals, la qual perdurà fins a la fi del segle xix.
Des de l'any 2001 l'edifici s'ha destinat a la Biblioteca de Palafrugell, segons el projecte de reforma i ampliació de l'edifici de l'arquitecte Jordi Casadevall.